# Салынтугтунское сельское муниципальное образование
Салынтугтунское сельское муниципальное образование — сельское поселение в Сарпинском районе Калмыкии. СМО объединяет 4 населенных пункта — посёлки Догзмакин, Ик Заргакин, Каажихин и Салын-Тугтун. Административный центр — посёлок Салын-Тугтун.

## География
СМО граничит на юго-западе, юге и юго-востоке с Ростовской областью, на северо-востоке и севере - граничит с Кануковским СМО, на севере - также с Шарнутовским СМО, на западе - с Волгоградской областью.
Территория СМО дренируется реками Кара-Сал и Акшибай.

## История
Границы Салынтугтунского СМО установлены Законом Республики Калмыкия "Об установлении границ Салынтугтунского сельского муниципального образования Республики Калмыкия" от 28 февраля 2003 года № 303-II-З

## Население
| 2002 | 2010 | 2011 | 2012 | 2013 | 2014 | 2015 |
| ---- | ---- | ---- | ---- | ---- | ---- | ---- |
| 1121 | ↘899 | ↘894 | ↘872 | ↘837 | ↘832 | ↘808 |
| 2016 | 2017 | 2018 | 2019 | 2020 | 2021 |      |
| ↘791 | ↘769 | ↘749 | ↘718 | ↘677 | ↘637 |      |

Население СМО (на 01.01.2012 года) составляет 894 человек или 6,8 % населения РМО. Из них 58,2 % проживает в административном центре поселения - посёлке Салын-Тугтун. Плотность населения - 1,5 чел./км². Их общего количества населения – 0,89 тыс. чел., население моложе трудоспособного возраста составляет 0,13 тыс. чел., (14,6 %), в трудоспособном возрасте – 0,63 тыс. чел. (70,8 %), старше трудоспособного возраста – 0,13 тыс. чел. (14,6 %). Отмечается нулевой баланс показателей естественного прироста населения (0 чел./год на 1000 жителей). Соотношение мужчин и женщин составляет, соответственно, 52,1 % и 47,9 % (преобладает мужское население). Национальный состав: калмыки – 84,7 %, русские – 7,7 %, другие национальности – 7,6 %.

## Состав сельского поселения
| № | Населённый пункт | Тип населённого пункта          | Население |
| - | ---------------- | ------------------------------- | --------- |
| 1 | Догзмакин        | посёлок                         | ↗147      |
| 2 | Ик Заргакин      | посёлок                         | ↗46       |
| 3 | Каажихин         | посёлок                         | ↗181      |
| 4 | Салын-Тугтун     | посёлок, административный центр | ↘520      |

## Экономика
Основной отраслью экономики поселения является сельское хозяйство. Ведущими сельскохозяйственными предприятиями в СМО является СПК им. Э. Деликова, специализирующиеся на растениеводстве (основной профиль) и животноводстве. Кроме того, хозяйственную деятельность (сельскохозяйственное производство) со специализацией на животноводстве и растениеводстве в СМО ведут 12 КФХ и 63 ЛПХ.

## Транспортная инфраструктура
Территорию СМО пересекает автодорога регионального значения Садовое - Кануково - Салын-Тугтун - Котельниково.